# Lionhead Studios
Lionhead Studios fue una empresa desarrolladora de videojuegos con sede en el Reino Unido liderada por el veterano en la industria Peter Molyneux. Fue fundada el 1 de agosto de 1996 y adquirida por Microsoft Game Studios en abril de 2006. Lionhead comenzó como una ramificación de la empresa Bullfrog, la cual también fue fundada por Molyneux. La idea den nombre de la empresa surgió a partir del nombre del hámster de Mark Healy, que murió no mucho después de la fundación. El primer juego de Lionhead fue Black & White, un juego de simulación de dios con componentes de inteligencia artificial, estrategia y juegos beat 'em up que distribuyó Electronic Arts en 2001. A Black & White le siguió una expansión llamada Black & White: Creature Isle. Por entonces, Lionhead lanzó el popular juego Fable, de su empresa satélite Big Blue Box. En 2005, Lionhead lanzó The Movies y Black & White 2. El 6 de abril de 2006, se anunció que Lionhead Studios sería comprada por Microsoft para ampliar su catálogo de juegos de Xbox 360.
A principios de la década de 2010 la compañía se encontraba en diversas situaciones difíciles surgidas a raíz de su rápida expansión y diferencias de visión respecto a Microsoft. A pesar del gran éxito de Fable II y Fable III, otros proyectos como Milo and Kate gastaron ingentes recursos sin llegar a ser lanzados jamás. 
Su último desarrollo, el free-to-play Fable Legends para Xbox One, ocasionó varios conflictos internos y con la división de Xbox que llevaron a su cancelación y al cierre definitivo de Lionhead por Microsoft Studios el 29 de abril de 2016, cierre que había sido anticipado el 7 de marzo del mismo año. En ese momento, la compañía contaba con alrededor de 100 empleados.

## Estructura corporativa
Durante un período de tres años, Lionhead estableció una red de empresas "satélite", incluyendo Big Blue Box Studios (desarrolladores de Fable), Intrepid Games (desarrolladores de B.C., suspendido debido a un exceso de costo masivo) y Black & White Studios (quienes han tomado responsabilidad por la continuación de la saga). Lionhead en sí ha estado trabajando en tres juegos: Fable, B&W 2 y The Movies, además del Dimitri Project.
Este sistema "satélite" ha dejado de existir en cualquier forma significativa desde mitades de 2004, debido a una integración parcial de Big Blue Box en la empresa principal y a Intrepid siendo prácticamente disuelta.
Lionhead era una empresa privada hasta que en octubre de 2004 (poco antes de la suspensión de B.C.) un consorcio de inversores, incluyendo Ingenious Ventures, IDG VE y la firma tecnológica Add Partners, hicieron una inversión importante en la desarrolladora. Esto ocurrió en un momento en el que la empresa estaba en condiciones financieras graves, ya que habían tenido un exceso de costo de desarrollo en dos proyectos, Black & White 2 y Fable, y además habían cancelado B.C. y un proyecto hecho en conjunto con Jeff Minter llamado Unity.
Entre septiembre de 2005 y abril de 2006, Lionhead lanzó exitosamente dos juegos, Black & White 2 y The Movies, así como una versión actualizada de Fable (titulada Fable: The Lost Chapters). Hasta la fecha, estos juegos no han logrado un impacto masivo en ventas, dejando así a la empresa vulnerable a una oferta publica de adquisición. Desde entonces han finalizado el altamente anticipado Fable 2 y un juego desconocido, para el cual solo se han mostrado sutiles datos, el cual podría ser una continuación del Dimitri Project.
En abril de 2006 Lionhead Studios fue adquirida por Microsoft, lo que marcó el fin del desarrollo independiente y un enfoque en las plataformas de juego propietarias de Microsoft. La adquisición dio solvencia económica y estabilidad a Lionhead, que en los últimos años había crecido demasiado y tenía problemas de liquidez. Durante los primeros años, Lionhead siguió siendo bastante independiente tras la adquisición de Microsoft Game Studios, la cual también adquirió Rare y Bungie Studios (Bungie Studios pasó a ser una empresa independiente a finales de 2007, poco después del lanzamiento de Halo 3).

## Retrasos
Lionhead ha recibido mucha atracción de los medios debido a los retrasos de sus juegos, en parte debido a la gran cantidad de publicidad y promoción de sus juegos. Varios reportajes sobre esto indican una tendencia de la empresa a rediseñar los juegos a mediados del desarrollo y una tendencia hacia un exceso de ambición, si bien pocos de esos reportajes son oficiales. La empresa siempre estuvo a la vanguardia del desarrollo de nuevas tecnologías, especialmente en el área de la inteligencia artificial de los PNJ, lo cual añadía un tiempo considerable a las estimaciones de desarrollo. Peter Molyneux, quién a menudo se refiere a sí mismo como el líder de diseño o director creativo de Lionhead, prometió a menudo fechas de lanzamiento específicas para sus juegos. Esto provocó problemas particulares y decepciones entre los fans, ya que muchas fechas de lanzamiento fueron retrasadas, a veces más de una vez. Este fue el caso de Black & White, hasta que por fin fue lanzado en el 2001. Un problema parecido ocurrió con el lanzamiento de The Movies, el cual se pensaba lanzar en 2004 pero terminó lanzándose en 2005.

## Controversia
Peter Molyneux ha practicado lo que muchos consideran marketing engañoso. Algunos productos como Black & White 2 y Fable fueron publicitados antes del lanzamiento conteniendo aspectos del juego que no se presentaban en el producto final, mientras que otros aspectos fueron presentados de tal manera que mucha gente obtuvo falsas impresiones de estas presentaciones. Un ejemplo de esto fue la reiterada publicidad de contenidos que no aparecieron en el juego Black & White 2, las cuales algunas inclusive contenían paquetes erróneos listando elementos como "Research" (investigación) y "11 lands" (11 tierras) entre otras cosas que nunca aparecieron en la versión final del juego. 
Molyneux se ha disculpado en numerosas entrevistas por sus promesas no materializadas, justificando que, si bien todo aquello sobre lo que habla está planteado o siendo desarrollado, muy a su pesar no todas las ideas terminan por encajar en las versiones finales de los juegos.

## Videojuegos
| Publicación | Nombre                              | Género(s)                                                   | Plataforma(s)         |
| ----------- | ----------------------------------- | ----------------------------------------------------------- | --------------------- |
| 2001        | Black & White                       | Estrategia en tiempo real, videojuego de simulación de dios | Windows, Mac OS       |
| 2002        | Black & White: Creature Isle        | Estrategia en tiempo real, videojuego de simulación de dios | Windows, Mac OS       |
| 2004        | Fable                               | Videojuego de rol de acción                                 | Xbox                  |
| 2005        | Fable: The Lost Chapters            | Videojuego de rol de acción                                 | Windows, Mac OS, Xbox |
| 2005        | Black & White 2                     | Estrategia en tiempo real, videojuego de simulación de dios | Windows               |
| 2005        | The Movies                          | Videojuego de simulación económica                          | Windows, Mac OS X     |
| 2005        | Black & White 2: Battle of the Gods | Estrategia en tiempo real, videojuego de simulación de dios | Windows               |
| 2005        | The Movies: Stunts & Effects        | Videojuego de simulación económica                          | Windows, Mac OS X     |
| 2008        | Fable II                            | Videojuego de rol de acción                                 | Xbox 360              |
| 2010        | Fable III                           | Videojuego de rol de acción                                 | Xbox 360, Windows     |
| 2010        | Milo and Kate                       | Videojuego de simulación de relaciones                      | Xbox 360              |
| 2013        | Fable Anniversary                   | Videojuego de rol y acción                                  | Xbox 360, Windows     |
| 2014        | Fable: Legends (Cancelado)          | Videojuego de rol y acción                                  | Xbox One              |
| Coming 2025 | Fable                               | Videojuego de rol y acción                                  | Xbox Series X y S     |

### Cancelados
- B.C. (Xbox)
- Unity (GameCube)
- Black & White: Titan (Xbox, PlayStation 2)
- Black & White (Playstation, Dreamcast)
- The Movies (GameCube, Xbox, Playstation 2)
- Milo and Kate (Xbox 360)
- Fable: Legends (Xbox One)